# 加尔加略
加尔加略，是西班牙阿拉贡自治区特鲁埃尔省的一个市镇。总面积30平方公里，总人口126人（2001年），人口密度4人/平方公里。